# فريدي سيرانو
فريدي سيرانو (بالإسبانية: Fredy Serrano)‏ هو مصارع هاوي كولومبي، ولد في 22 سبتمبر 1979 في بوغوتا في كولومبيا.

## وصلات خارجية
- فريدي سيرانو على موقع يو إف سي (الإنجليزية)
- فريدي سيرانو على موقع شيردوغ (الإنجليزية)
- فريدي سيرانو على موقع قاعدة بيانات المصارعة الدولية (الإنجليزية)
- فريدي سيرانو على موقع أوليمبيديا (الإنجليزية)
- فريدي سيرانو على موقع IMDb (الإنجليزية)